# Buddhizmus Kanadában
A buddhizmus Kanadában kisebbségi vallásnak számít. 1991 és 2001 között a bevándorlók, mintegy 4,6% vallotta magát buddhistának. A 2001-es népszámláláskor 300 345 kanadai vallotta magát buddhistának, amely a teljes lakosság mintegy 1%-a.

## Története
Több mint száz éve jelen van a buddhizmus Kanadában, amely először a kínai vendégmunkássokkal érkezett a 19. században. A modern kanadai buddhizmus a japán bevándorlókkal kezdődött, akik 1905-ben megépítették az ország első buddhista templomát Vancouverben. Idővel a japán dzsód sin iskola vált a legnépszerűbb buddhista irányzattá, amely létrehozta a legnagyobb buddhista szervezetet is az országban.
A 20. század második felében jelentősen megnőtt a buddhisták száma Kanadában, ugyanis a kanadai bevándorlási politika megváltozásával több bevándorló érkezett a hagyományosan buddhista országokból, mint például Srí Lanka, Japán és Délkelet-Ázsia egyéb országai. Ezen felül a Tibet autonómiájáért küzdő 14. dalai láma rendkívüli népszerűségre tett szert az országban, aki tiszteletbeli kanadai állampolgári címet is kapott 2006-ban. Több nem Ázsiából származó buddhista szerzett magas tudományos fokozatot a buddhista tudományok területén és ért el magasabb egyházi rangot, például (Namgyal Rinpocse, Glenn H. Mullin vagy Richard Barron.
2012-ben 489 buddhista létesítmény működött Kanadában, amelyek között vannak templomok, központok, szervezetek, elvonulási helyek, segélyszervezetek és más üzleti tevékenységek. Az ország területén az összes buddhista irányzat (théraváda, mahájána, vadzsrajána és az újabb modernista mozgalmak) képviselteti magát. A következő kanadai egyetemeken lehet buddhista tanulmányokat folytatni a vallástudományok vagy ázsiai tanulmányok iránt érdeklődőknek: Torontói Egyetem, Calgary-i Egyetem, Lethbridge Egyetem.
Annak ellenére, hogy a bevándorlók által a nagy városokban épített templomok észrevehetőbbek (például a szingaléz "Maha-Vihara" Torontóban), akadnak templomok a kisebb településeken is, mint például Saskatchewan tartomány regionális fővárosában fekvő Regina laoszi templom.
A különböző ázsiai országokból származó migránsközösségek (kínaiak, tibetiek, laosziak, japánok, koreaiak, burmaiak és vietnamiak) igyekeznek megőrizni a buddhista hagyományaikat Kanadában is. Ezen felül egy kis számú nem ázsiai származású kanadai lakosság is felvette a buddhizmust új vagy kiegészítő vallásként. Ebben az esetben a kiegészítő azt jelenti, hogy egyes keresztények a saját vallásuk teljes megtartása mellett praktikus okokból alkalmazzák a hétköznapjaikban a buddhista meditációs gyakorlatokat.

## Buddhista népesség
A kanadai buddhist népesség a 2011-es népszámlálási adatok szerint.
| Tartomány               | Buddhisták |
| ----------------------- | ---------- |
| Ontario                 | 163,750    |
| Brit Columbia           | 90,620     |
| Québec                  | 52,390     |
| Alberta                 | 44,410     |
| Manitoba                | 6,770      |
| Saskatchewan            | 4,265      |
| Új-Skócia               | 2,205      |
| Új-Brunswick            | 975        |
| Új-Fundland és Labrador | 400        |
| Északnyugati területek  | 170        |
| Prince Edward-sziget    | 560        |
| Yukon                   | 290        |
| Nunavut                 | 20         |
| Kanada                  | 366,830    |